# 2014 UA230
2014 UA230 est un objet transneptunien d'environ 200 km de diamètre, probablement en résonance 2:5 avec Neptune.